# LHS 292
Désignations
LHS 292 est une étoile naine rouge de la constellation du Sextant. Elle est beaucoup trop faible pour être vue à l'œil nu, bien qu'elle soit relativement proche du Soleil, à une distance de 14,9 années-lumière. C'est une étoile éruptive, ce qui signifie que sa luminosité peut augmenter brutalement pendant de courtes périodes de temps.